# Горнорейнска низина
Горнорейнската низина (на немски: Oberrheinische Tiefebene; на френски: Fossé rhénan) e дълга около 300 km и широка до 40 km низина по средното течение на река Рейн, разположена на територията на югозападната част на Германия, източната част на Франция и крайната северна част на Швейцария.
На север при град Франкфурт е ограничена от Рейнските Шистови планини, на юг при град Базел – от планината Юра, на изток – от масивите Шварцвалд и Оденвалд в Швабско-Франконския басейн, а на запад – от планината Вогези и масива Пфалцка гора. В геоложко отношение низината представлява сложен грабен, запълнен с кайнозойски седименти, а на места в района на град Кайзерщул има изходи и на вулканични скали. Разработват се малки находища на калиеви соли и нефт. Релефа на низината се характеризира с терасираната долина на река Рейн с ширина до 12 km по нейната ос и хълмиста равнина на изток и запад, преминаваща постепенно в подножията на околните планински масиви. Климатът е умерен, с годишна сума на валежите 500 – 700 mm. Основна водна артерия през нея е течащата от юг на север река Рейн, която отляво и отдясно получава множество притоци, течящи през низината със своите долни течения: леви – Ил, Модер, Сор, Лаутер, Шпайер, Изенах, Пфрим; десни – Елц, Канциг, Мург, Пфинц, Некар, Майн. По долината на Рейн се развива интензивно земеделия (зърнени култури, захарно цвекло, лозя овощни градини). В по-високите предпланински райони се срещат малки горички съставени от бор, дъб и кестен. През низината преминават важни автомобилни, железопътни и водни пътища от северните райони на Германия и Нидерландия към южните райони на Германия, Франция, Швейцария и Италия. Цялата низина е гъста заселена, като най-големите градове са: Франкфурт, Страсбург, Базел, Манхайм, Карлсруе, Фрайбург, Лудвигсхафен, Хайделберг, Дармщат.